# 畢祖暉
畢 祖暉（ひつ そき、生没年不詳）は、北魏の官人・武人。本貫は東平郡須昌県。

## 経歴
畢元賓と元氏のあいだの子として生まれた。奉朝請から鎮遠将軍・前軍将軍・直後に転じた。正始年間、龍驤将軍・東郡太守に任じられた。入朝して驍騎将軍となり、征虜将軍の号を加えられた。後に渤海郡太守の任を代行した。熙平年間、潁川郡太守に任じられた。神亀初年、右将軍・豳州刺史として出向した。後に入朝して平東将軍・光禄大夫の位を受けた。524年（正光5年）、豳州の民衆が反乱を起こし、宿勤明達らの反乱軍を引き入れると、州城に迫った。祖暉は以前の刺史在任中に民情を得ていたとの評価があって、再び平西将軍・豳州刺史に任じられ、仮の安西将軍となり、別将として反乱軍を討った。祖暉は反乱軍の包囲を破って、州城に入城した。525年（孝昌元年）、北海王元顥が救援に現れ、州城の包囲はようやく解けた。祖暉は州城を守った功績により、新昌県開国子に封じられた。527年（孝昌3年）、蕭宝寅が涇州で莫折天生に敗北し、祖暉は豳州を落とされて華州に逃れた ため、敗戦の罪を問われて官爵を剥奪された。まもなく仮の征虜将軍となり、豳州の事務を代行した。528年（建義元年）、刺史の官と爵位を回復し、撫軍将軍の号を加えられた。永安年間、祖暉は大嶺柵から豳州の州城に入ることに成功した。叱干麒麟の率いる反乱軍を太子壁で撃破した。宿勤明達の率いる反乱軍の攻撃を受け、祖暉の兵は糧食の不足に悩んだ。援軍も到着せず、反乱軍に敗れて、祖暉は戦没した。享年は50。

## 子女
- 畢義勰（長男、新昌県子、東魏の武定年間に開府中郎となり、北斉が建国されると爵位を降格された）
- 畢義雲（尚書騎兵郎中）

## 伝記資料
- 『魏書』巻61 列伝第49
- 『北史』巻39 列伝第27